# Oleàcies
Les oleàcies (Oleaceae) són una família de plantes angiospermes de l'ordre de les Lamials dins el clade de les làmides (euastèrides I). Comprèn 29 gèneres i més de 600 espècies. Són especialment abundants a l'Àsia temperada i tropical i també a Austràlia.

## Descripció

### Morfologia vegetativa
Són plantes lignificades, amb port arbori o arbustiu i, més rarament, lianoide. Poden ser tant caducifòlies com perennifòlies. Sovint les seves espècies presenten un indument característic, format per pèls complexos, generalment esquamosos i peltats, que poden donar una coloració grisenca o platejada a les fulles i tiges joves. Les fulles són oposades o més rarament alternes (Jasminum), amb el marge enter, dentat o lobat i sense estípules. Poden ser simples (Olea), trifoliolades (Jasminum) o pinnades (Fraxinus). Els representants que viuen en ambients secs desenvolupen mecanismes de xerofília amb fulles esclerofil·les (Olea).

### Morfologia reproductiva
Les flors poden disposar-se solitàries o agrupades en inflorescències, generalment cimoses, però també de tipus raïm (Syringa, Fraxinus), panícula o fascicle (botànica). Les flors acostumen a ser hermafrodites i actinomorfes. Algunes espècies de Fraxinus tenen flors unisexuals i a Olea europaea trobem fenòmens de poligàmia. A més, també existeixen plantes dioiques com ara Olea dioica d'Àsia i Austràlia. El nombre de peces per verticil pot variar de 2 a 6 i fins i tot poden ser polipètales o apètales (Foresteria). El calze consta generalment de 4 sèpals soldats. La corol·la presenta un nombre de pètals múltiple de 2, generalment 4, tot i que pot arribar a 12. En espècies més primitives com Jasminum el nombre de peces del calze i la corol·la són variables. L'androceu està format per 2 estams (Phillyrea), o més rarament 4 (Hesperelaea, Tessarandra). Algunes espècies de Forestiera en poden tenir més, 5 o 6, o excepcionalment en algunes espècies només en trobem 1. Els estams es disposen oposats als sèpals, i si la corol·la és simpètala, queden soldats al tub de la corol·la. Els filaments estaminals són curts. El gineceu està constituït per dos carpels soldats en un ovari bilocular i súper. Hi ha un sol estil apical que acaba en dos estigmes bilobats i enters o bífids. En altres casos l'estigma és sèssil. Algunes espècies poden presentar heterostília, de manera que les flors fan estils de longitud diferent segons l'individu (Jasminum). El fruit és extremadament variable, pot ser sec o carnós i dehiscent o no. Pot ser una baia (Ligustrum) o una càpsula loculicida (Syringa, Forsythia) o fruits indehiscents en drupa si és carnós (Olea) o en núcula o sàmara (Fraxinus) si és sec. Les llavors poden presentar o no endosperma, i si en tenen, aquest és oleaginós. L'embrió pot ser rudimentari (Fraxinus excelsior) o ben desenvolupat, disposant-se dret dins la llavor.

### Pol·linització
Les flors amb el periant reduït, com les d'algunes espècies de Fraxinus, són anemòfiles, mentre que les que tenen el periant ben desenvolupat (Jasminum) són entomòfiles. Aquestes últimes poden ser oloroses per atraure els insectes. Els grans de pol·len són oberturats i poden presentar de 2 a 4 punts germinatius. Poden ser colpats o colporats i tenen ornamentació reticulada. El pol·len d'Olea produeix molt sovint fenòmens d'al·lèrgia.

### Fitoquímica
Presenten terpens pentacíclics de tipus manitol i compostos iridoides. També poden presentar, tot i que de forma menys extensa, flavonoides, cornosides, àcid ursòlic, àcid el·làgic i saponines. Generalment no produeixen alcaloides.
El mesocarpi del fruit de Olea europaea és ric en àcids grassos de tipus palmític, oleic i linoleic.

## Taxonomia
Aquesta família va ser publicada per primer cop l'any 1809 pel botànics alemanys Johann Heinrich Friedrich Link (1767-1851) i Johann Centurius von Hoffmannsegg (1766-1849) a l'obra Flore Portugaise ou description de toutes les plantes qui croissent naturellement en Portugal.

### Gèneres
Dins d'aquesta família es reconeixen 29 gèneres:
- Abeliophyllum Nakai[10]
- Cartrema Raf.[11]
- Chengiodendron C.B.Shang, X.R.Wang, Yi F.Duan & Yong F.Li[12]
- Chionanthus Royen[13]
- Chrysojasminum Banfi[14]
- Comoranthus Knobl.[15]
- Dimetra Kerr[16]
- Fontanesia Labill.[17]
- Forestiera Poir.
- Forsythia Vahl
- Fraxinus Tourn. ex L.
- Haenianthus Griseb.
- Hesperelaea A.Gray
- Jasminum L.
- Ligustrum L.
- Menodora Bonpl.
- Myxopyrum Blume
- Nestegis Raf.
- Noronhia Stadman ex Thouars
- Notelaea Vent.
- Nyctanthes L.
- Olea L.
- Osmanthus Lour.
- Phillyrea L.
- Picconia DC.
- Priogymnanthus P.S.Green
- Schrebera Roxb.
- Syringa L.
- Tetrapilus Lour.

Els gèneres més diversificats són Jasminum amb 200 espècies, Chionanthus amb 140 espècies i Noronhia amb 106 espècies; en menor grau trobem Fraxinus amb 58 espècies, Ligustrum amb 46 espècies, Osmanthus amb 29 espècies, Menodora amb 26 espècies i Tetrapilus amb 21 espècies.

## Presència als Països Catalans
Trobem només 8 espècies i 5 gèneres presents de forma espontània al territori. Es tracta del gessamí groc (Jasminum fruticans) de l'interior, el freixe de flor (Fraxinus ornus) de les muntanyes diàniques, el freixe de fulla gran (Fraxinus excelsior) principalment dels Pirineus, el freixe de fulla petita (Fraxinus angustifolia) de boscs de ribera, l'olivereta (Ligustrum vulgare) de les muntanyes d'arreu del territori, l'ullastre (Olea europaea var. sylvestris) de les màquies termòfiles, i l'aladern de fulla estreta (Phillyrea angustifolia) i el fals aladern (Phyllirea latifolia) de les comarques litorals.

## Importància econòmica
L'espècie més important d'aquesta família des de punt de vista econòmic és l'olivera (Olea europaea var. europaea), cultivada a la conca mediterrània des de temps molt antics, pels seus fruits, les olives, d'on s'extreu l'oli d'oliva. De l'escorça del freixe de flor (Fraxinus ornus) s'extreu el manà, una substància rica en mannitol, que es pren a Itàlia com a beguda laxant. La fusta de les oleàcies és molt apreciada, sobretot la de diverses espècies de Fraxinus. Es fan perfums i cosmètics dels gessamins) i s'utilitzen com a plantes de jardineria els lilàs del gènere Syringa i també diverses espècies del gènere Ligustrum i les Forsythia.